# Amadeus de Bussy-Rabutin
Anton Ignaz Amadeus de Bussy-Rabutin, conde de Rabutin (1682/1683-San Petersburgo, septiembre de 1727) fue un general de la Kaiserliche Armee y diplomático.

## Biografía
Fue hijo único del general Sacro Imperio Romano Germánico Jean-Louis de Bussy-Rabutin y Dorothea Isabel, princesa de Holstein-Sonderburg-Wiesenburg, casada con Jean-Louis en segundo matrimonio, tras la muerte de su primer marido, Georg Ludwig von Sinzendorf.
En 1710 era ya coronel en jefe en el regimiento de Dragones de su padre. Más tarde sería coronel del regimiento y lucharía con él en Petrovaradin, Timisoara y Belgrado. Tras la muerte de su padre en 1717 se haría con el mando del regimiento. Fue nombrado tesorero imperial y en 1723 ascendido a mayor general.
En 1724 fue enviado como embajador imperial a Berlín y a partir de 1727 a San Petersburgo, donde se ganaría la confianza de la emperatriz Catalina I, que le condecoró con la Orden de San Andrés. Con su muerte acabó su linaje.